# Złota Górka (Beskid Mały)
Złota Górka (756 m n.p.m.), Złota Góra – szczyt w Beskidzie Andrychowskim (wschodnia część Beskidu Małego). Znajduje się w bocznym, północnym grzbiecie Porębskiego Gronia (742 m), oddzielony od niego Przełęczą pod Złotą Górką (731 m).
Dawniej szczyt nazywany był Złotą Górką, taką nazwę podaje np. Aleksy Siemionow w „Ziemi Wadowickiej” i topograficzna mapa Geoportalu. Później zaczęto nazywać go Złotą Górą. W państwowym rejestrze nazw geograficznych jest to Złota Górka i taką nazwę podaje lotnicza mapa Geoportalu. Z nazwą szczytu wiąże się legenda. Mówi ona, że w jaskini Złotej Górki mieli swoją kryjówkę zbójnicy, chodzący na wyprawy na szczudłach, wzbudzając tym samym popłoch wśród miejscowej ludności. Podobno skarby zbójców do tej pory znajdują się w pieczarze na stokach Złotej Górki. Raz nawet zbójnicy ci odważyli się napaść na klasztor jasnogórski, ale zostali ujęci i straceni. Legenda ta mogła powstać w oparciu o napad na klasztor jasnogórski dokonany przez rycerza-rabusia Jana Kuropatwę z kilkoma towarzyszami.
Złota Górka jest porośnięta lasem. Na jej północnym stoku w Roczynach i Brzezince znajdują się zaliczane do Skałek Andrychowskich wapienie senońskie. Ze szczytu Złotej Górki opadają 4 grzbiety oddzielone dolinkami potoków Domaczka, Roczynka i dopływ Targaniczanki. Na szczycie Złotej Góry znajduje się niewielka, trójkątna kapliczka Matki Bożej. Szlak turystyczny prowadzi przez szczyt Złotej Górki i najbardziej wschodnim jej grzbietem.
Złota Górka znajduje się w granicach wsi Brzezinka w województwie małopolskim, w powiecie wadowickim, w gminie Andrychów.

## Szlaki turystyczne
Przełęcz Bukowska – Porębski Groń – Złota Górka – Targanice – Jawornica – Potrójna – Łamana Skała – Rzyki-Praciaki.

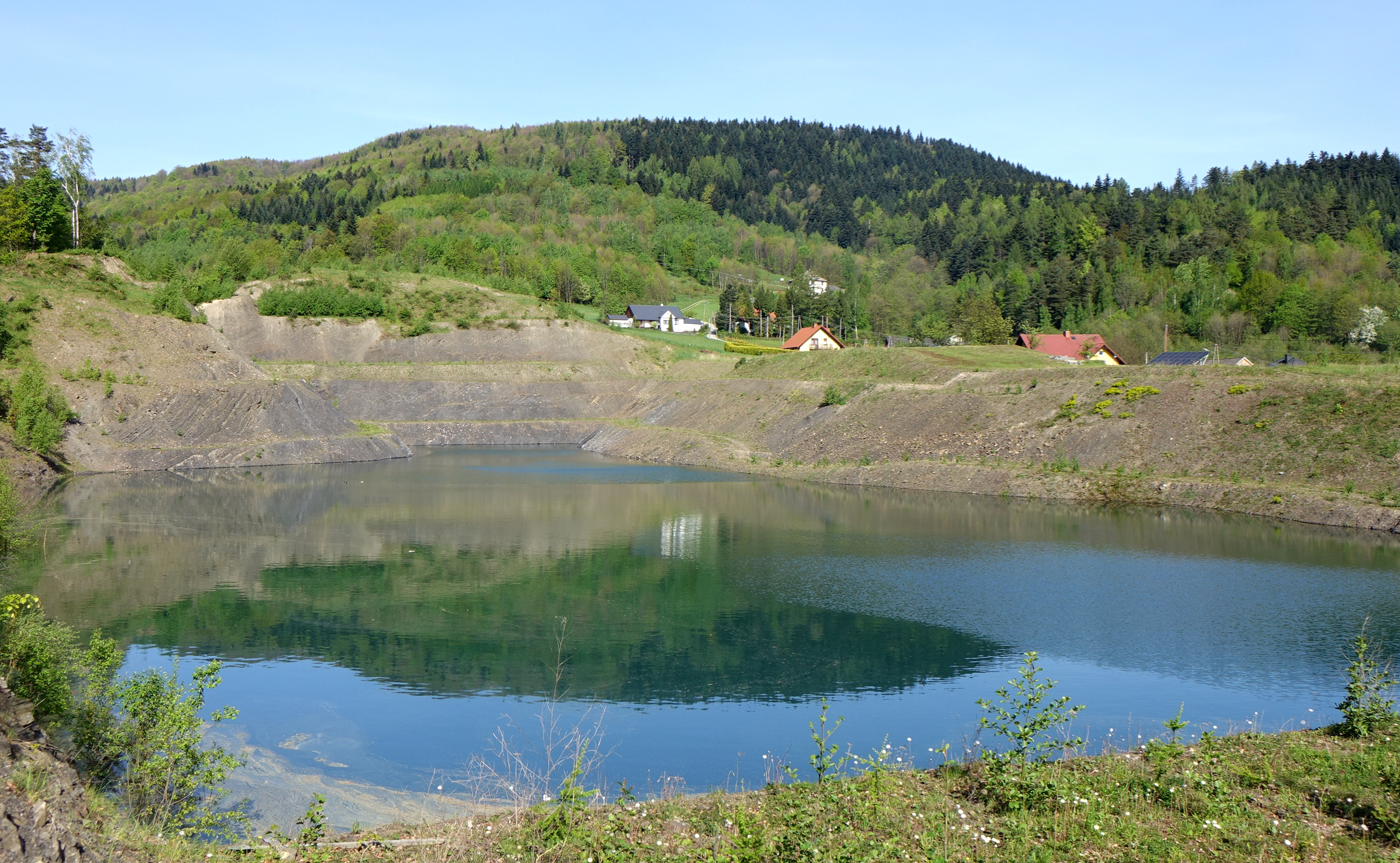
Kamieniołom w Targanicach i Złota Górka
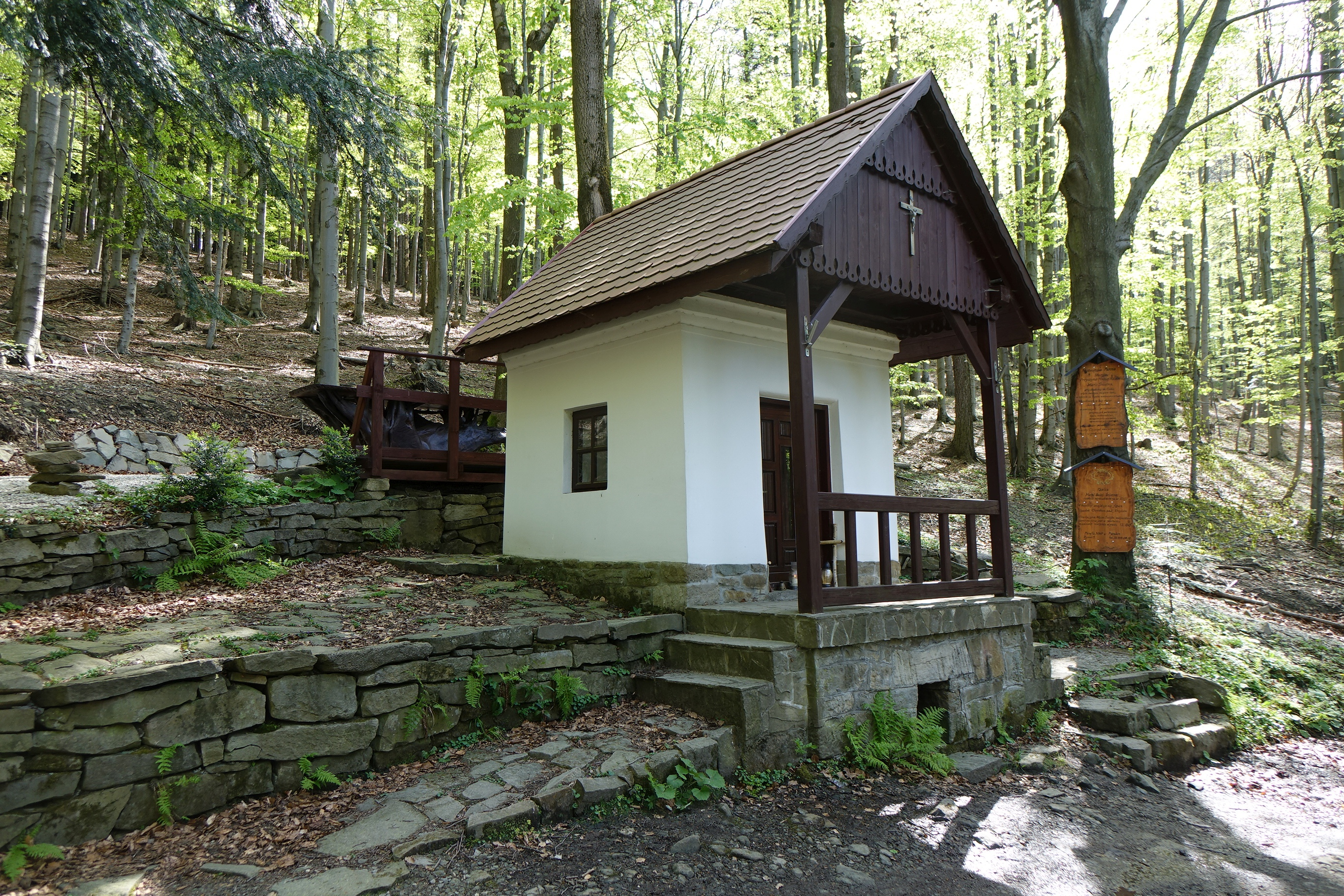
Kaplica Matki Boskiej Śnieżnej
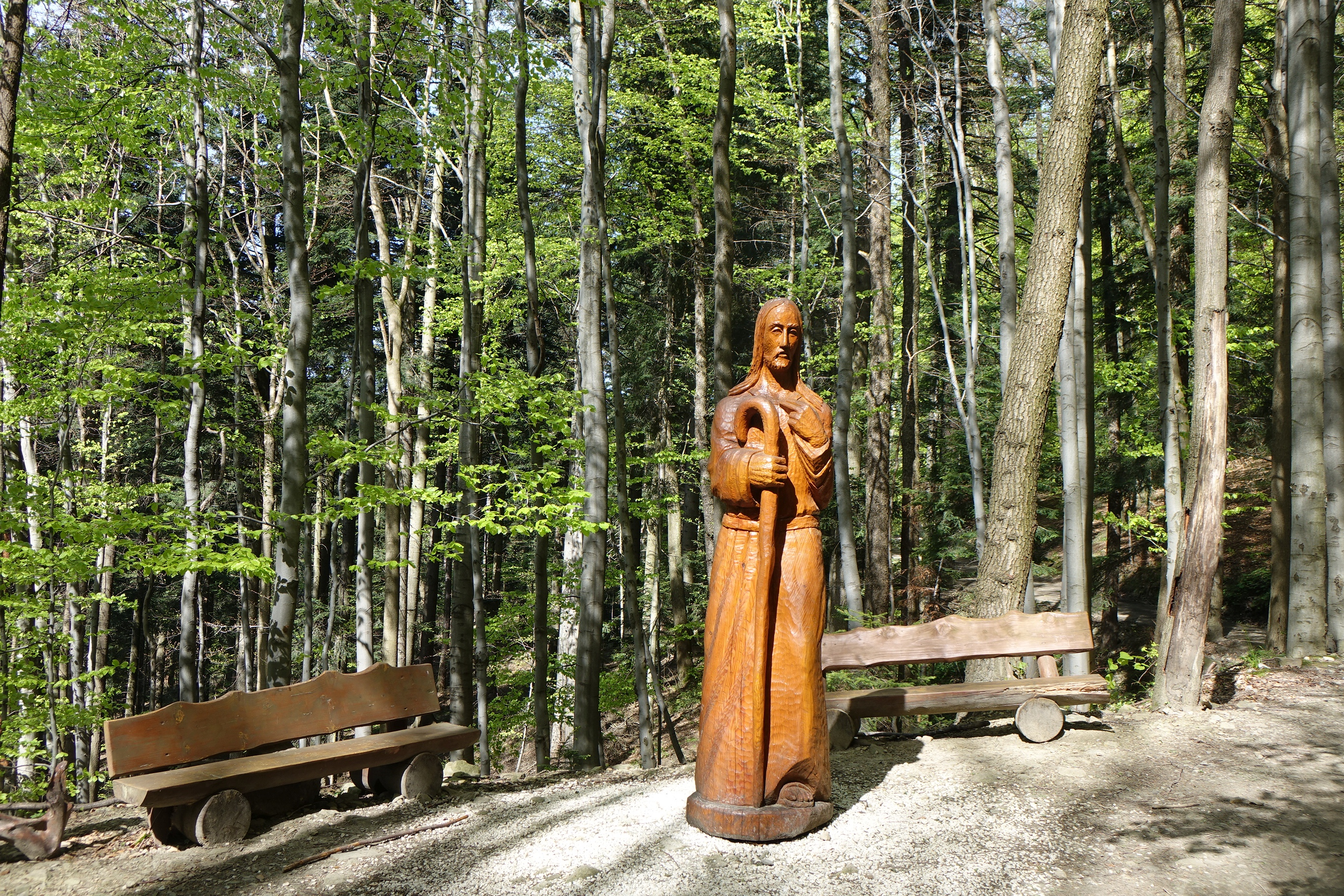
Rzeźba przy Kaplicy Matki Boskiej Śnieżnej
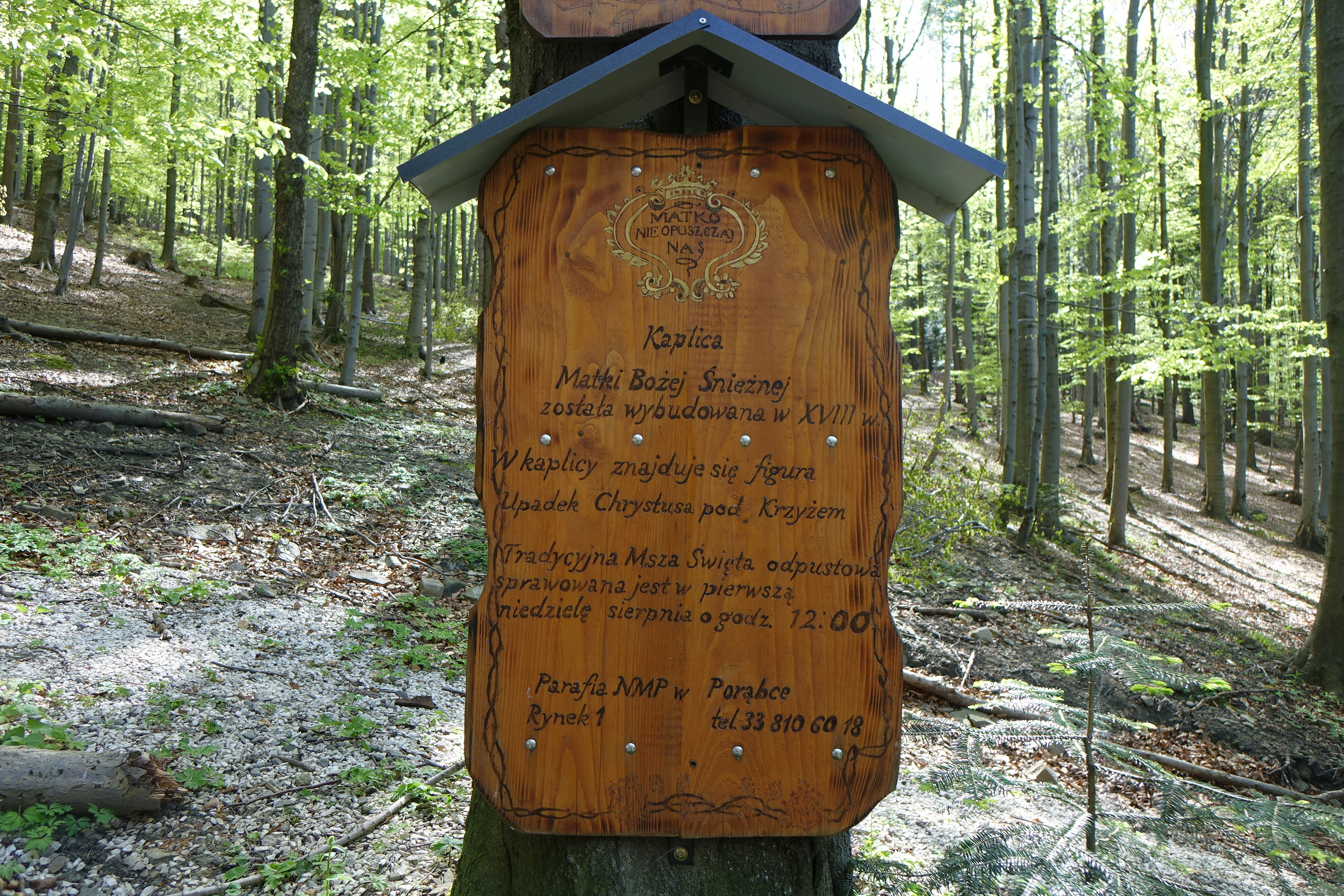
Tablica przy Kaplicy Matki Boskiej Śnieżnej